# Jean-Baptiste Hiriart-Urruty
Jean-Baptiste Hiriart-Urruty (* 27. Dezember 1949) ist ein französischer Mathematiker, der sich mit Analysis befasst.
Hiriart-Urruty, der baskischen Ursprungs ist, wurde 1977 bei Alfred Auslender an der Université Blaise Pascal in Clermont-Ferrand promoviert (Contributions à la programmation mathématique : cas déterministe et stochastique)  und war 1981 bis zur Emeritierung 2015 Professor an der Universität Paul Sabatier in Toulouse.
Neben Variationsrechnung und Optimierung befasst er sich auch mit Mathematikgeschichte und Mathematikpädagogik.
Er ist Kommandeur des Ordre des Palmes Académiques und Mitglied der Académie des Sciences Inscriptions et Belles-Lettres de Toulouse.

## Schriften
- mit Claude Lemaréchal: Convex analysis and minimization algorithms, Teil 1, 2, Grundlehren der mathematischen Wissenschaften 305/306, Springer 1993 (gekürzte Ausgabe in einem Band als Fundamentals of convex analysis, Springer 2001)
- Les mathématiques du mieux faire, 2 Bände, Ed. Ellipses 2007, 2008
- Optimisation et Analyse convexe, EDP Sciences 2009 (zuerst 1998)
- mit D. Aze, G. Constans: Calcul différentiel et équations différentielles, EDP Sciences 2010
- mit D. Aze: , Analyse variationnelle et optimisation, Ed. CEPADUES 2010
- Bases, outils et principes pour l’analyse variationnelle, Springer 2012
- Les équations différentielles pour les débutants, Édition H & K, 2013
- Mathematical Tapas, Springer, Undergraduate Texts in Mathematics, 2016 (zweiter Band in Vorbereitung)